# Diego Di Berardino
Diego Rafael Di Berardino (ur. 29 lipca 1987 w Rio de Janeiro) – brazylijski szachista, mistrz międzynarodowy od 2007 roku.

## Kariera szachowa
W szachy gra od 5. roku życia. Był dwukrotnym mistrzem Brazylii juniorów, w latach 2000 (w kategorii do 14 lat) oraz 2003 (do 16 lat), jak również dwukrotnym wicemistrzem kraju w kategorii do 20 lat (2005, 2006). W 2007 r. zdobył w Matheu brązowy medal mistrzostw Ameryki Południowej juniorów do 20 lat.
Normy na tytuł mistrza międzynarodowego wypełnił w latach 2004 (w Rio de Janeiro, III m. za Neurisem Delgado i Darcy Limą), 2005 (w São Paulo, turniej strefowy) oraz 2006 (w São José). W 2008 r. zwyciężył w kołowym turnieju w Rio de Janeiro oraz podzielił I m. w Barcelonie (wspólnie z Pablo Lafuente, Mateuszem Bartlem i Josepem Omsem Pallise). W 2010 r. zdobył w Americanie tytuł indywidualnego wicemistrza Brazylii. W 2011 r. zajął II m. (za José Fernando Cubasem) w Rio de Janeiro, podzielił II m. (za Alexandrem Fierem, wspólnie z Evandro Barbosą) w rozegranym w Araruamie turnieju strefowym, dzięki czemu awansował do turnieju o Puchar Świata (w Chanty-Mansyjsku), w którym w I rundzie przegrał z Gatą Kamskim.
Najwyższy ranking w dotychczasowej karierze osiągnął 1 sierpnia 2018 roku, z wynikiem 2528 punktów.